# شهرستان دولگوروکوفسکی
شهرستان دولگوروکوفسکی (به لاتین: Dolgorukovsky District) یک شهرستان در روسیه است که در استان لیپتسک واقع شده‌است.